# Norman Spinrad
Norman Richard Spinrad (n. 15 septembrie 1940) este un scriitor american de science fiction, cunoscut în special pentru romanele Visul de fier - interzis în Germania timp de opt ani, câștigător al premiului francez Apollo și nominalizat la premiul american National Book - și Bug Jack Barron! - denunțat de parlamentul britanic și nominalizat la numeroase premii. De asemenea, a scris scenariul pentru unele episoade ale serialelor de televiziune Star Trek și Werewolf.

## Biografie
Norman Spinrad s-a născut în New York City, pe data de 15 septembrie 1940. În 1957, a absolvit Bronx High School of Science, înscriindu-se la City College of New York, pe care l-a absolvit în 1961.
În 1963 a publicat prima sa povestire, "The Last of Romany", în Analog Science Fact. Până în 1965 a lucrat ca agent literar, iar din 1966 s-a mutat în San Francisco și s-a dedicat în întregime scrisului.
În 1990 s-a căsătorit cu romanciera N. Lee Wood, de care a divorțat în 2005, fără a avea copii.
Între 1980 și 1982, Spinrad a fost președinte al Science Fiction and Fantasy Writers of America (SFWA), funcție pe care a mai ocupat-o ulterior și între 2001 și 2002.
Spinrad a mai locuit în Los Angeles și Londra înainte să se stabilească la Paris.
În afara scrisului, Norman Spinrad a fost gazda unor talk-show-uri radiofonice, a cântat pe două înregistrări ale lui Richard Pinhas, a lucrat în domeniul videoclipurilor muzicale și a apărut într-o serie de emisiuni televizate franceze.

## Opere majore

### Visul de fier
Visul de fier (The Iron Dream) (1972) este un roman ficțional de istorie alternativă, în cea mai mare format dintr-o fantezie clasică fictivă intitulată Stăpânul Svasticii scrisă de Adolf Hitler, care în acest roman este scriitor, mai degrabă decât un demagog. Restul cărții reprezintă un comentariu critic al textului. Cartea a fost interzisă în Germania timp de opt ani, dar a fost în cele din urmă exonerată. Mai precis, a fost permisă vânzarea cărții, dar s-a interzis afișarea cărții sau a coperții ei, deși pe coperta primei ediții germane nu apărea nicio svastică.

### Child of Fortune
Child of Fortune (1985) redă aventurile unei tinere femei, Moussa, în căutarea menirii sale adevărate. Acțiunea se petrece în mijlocul unei civilizații exotice. În cultura Moussei, tinerii de vârsta și poziția ei pornesc într-un wanderjahr în care călătoresc de pe o planetă de alta, liberi să meargă oriunde și să facă orice. În timpul călătoriilor lor sunt cunoscuți sub numele de Children of Fortune, fiind tratați cu indulgență și bunătate de majoritatea, în amintirea propriului wanderjahr. Cartea amestecă elemente din cultura țiganilor, mișcarea hippie din America anilor '60 și alte grupuri și legende, inclusiv Peter Pan. În timp ce unii părinți le dau copiilor mulți bani pentru călătorie, cei ai Moussei consideră că ea va avea mai multe de învățat printr-un wanderjahr adevărat, decât printr-o călătorie plătită, așa încât nu îi dau decât un bilet cu o călătorie spre casă. Moussa devine o "ruespieler" sau povestitoare și își ia numele "Wendy" în onoarea lui Pater Pan, omul pe care îl întâlnește, iubește și îl pierde pe parcursul wanderjahr-ului.

### Bug Jack Barron!
Bug Jack Barron!  (1969) (Bug Jack Baron) este o poveste pre-Cyberpunk despre puterea mass-mediei și a corporațiilor. Este prezentată istoria lui Jack Barron, un prezentator cinic al unei emisiuni de televiziune, care, treptat, descoperă o conspirație cu privire la un tratament al nemuririi și metodele utilizate în acest tratament. Romanul a fost publicat sub formă de serial în revista britanică New Worlds în perioada în care Michael Moorcock era redactor.

### Între două lumi
Între două lumi (1979) (A World Between) relatează o perioadă turbulentă de pe planeta Pacifica, o societate utopică, democratică bazată pe electronică, pe care aterizează câte o navă a fiecăreia dintre cele două facțiuni ale "Războiului Roz și Albatru": pe de o parte, paternalistul Intitut de Știință Transcendentă și, pe de altă parte, Femocratele, lesbiene care urăsc bărbații. Nimeni nu suferă decât de rănirea orgoliului, iar status quo-ul este restabilit prin simplul fapt că societatea de pe Pacifica este mai bună decât ambele facțiuni de pe alte lumi.

### The Druid King
The Druid King (2003) prezintă povestea lui Vercingetorix din timpul invaziei lui Iulius Cezar în Galia, în anul 54 î.Hr.. Romanul The Druid King s-a inspirat din filmul Druids (original intitulat Vercingétorix, la Légende du Druide Roi în Franța) cu Christopher Lambert în rolul principal. Norman Spinrad a fost co-autor al scenariului alături de Rospo Pallenberg, filmul a fost realizat după o istorie de Jacques Dorfmann și Anne de Leseleuc.

### Star Trek
Spinrad a scris scenariul pentru episodul din serialul original Star Trek intitulat "The Doomsday Machine".

### Romane
- The Solarians (1966)

ro. Solarienii - editura Nemira 1992, traducere Antoaneta Ralian
- Agent of Chaos (1967)

ro. Agentul haosului - editura Nemira 1994, traducere Bogdan Bărbieru
- The Men in the Jungle (1967)

ro. Oameni în jungă - Fahrenheit 1998, traducere Delia Ivănescu
- Bug Jack Barron (1969)

ro. Bug Jack Barron! - editura Adevărul 1993, traducere Mihai-Dan Pavelescu și Cristian Tudor Popescu
- The Iron Dream (1972)

ro. Visul de fier - editura Nemira 1994, traducere Gabriel Stoian
- Passing through the Flame (1975)

ro. Trecând prin flăcări - editura Nemira 2000, traducere Liviu Radu
- Riding the Torch (1978)
- A World Between (1979)

ro. Între două lumi - Fahrenheit 1996
- Songs from the Stars (1980)
- The Mind Game (1980)

ro. Jocul minții - editura Nemira 1996
- The Void Captain's Tale (1983)
- Child of Fortune (1985)
- Little Heroes (1987)

ro. Mașinăria Rock and Roll - editura Nemira 1993, traducere Eugen Cristea
- Children of Hamelin (1991)

ro. Copiii din Hamelin - editura Nemira 1997
- Russian Spring (1991)

ro. Grand tour navette: Primăvara rusească - editura Vremea 1995
- Deus X (1993)

ro. Deus EX - editura Nemira 1997
- Pictures at 11 (1994)

ro. Imagini la ora unsprezece - editura Millennium Press 2010, traducere Horia Nicola Ursu și Mircea Pricăjan
- Journals of the Plague Years (1995)
- Greenhouse Summer (1999)
- He walked among us (2003)
- The Druid King (2003)
- Mexica (2005)

### Culegeri de povestiri
- The Last Hurrah of the Golden Horde (1970)
- No Direction Home (1975)
- The Star-Spangled Future (1979)
- Other Americas (1988)

ro. Alte Americi - editura Nemira 1995
- Vampire Junkies (1994)

## Vezi și
- Antologia science-fiction Nemira '94